# Parafia Najświętszej Maryi Panny Matki Kościoła w Twierdzy
Parafia Najświętszej Maryi Panny Matki Kościoła w Twierdzy − parafia rzymskokatolicka znajdująca się w archidiecezji lwowskiej w dekanacie Mościska.
Parafia nie posiada własnego proboszcza i jest administrowana dojazdowo przez proboszcza z parafii Mościska